# Hôpital de l'université d'Oslo

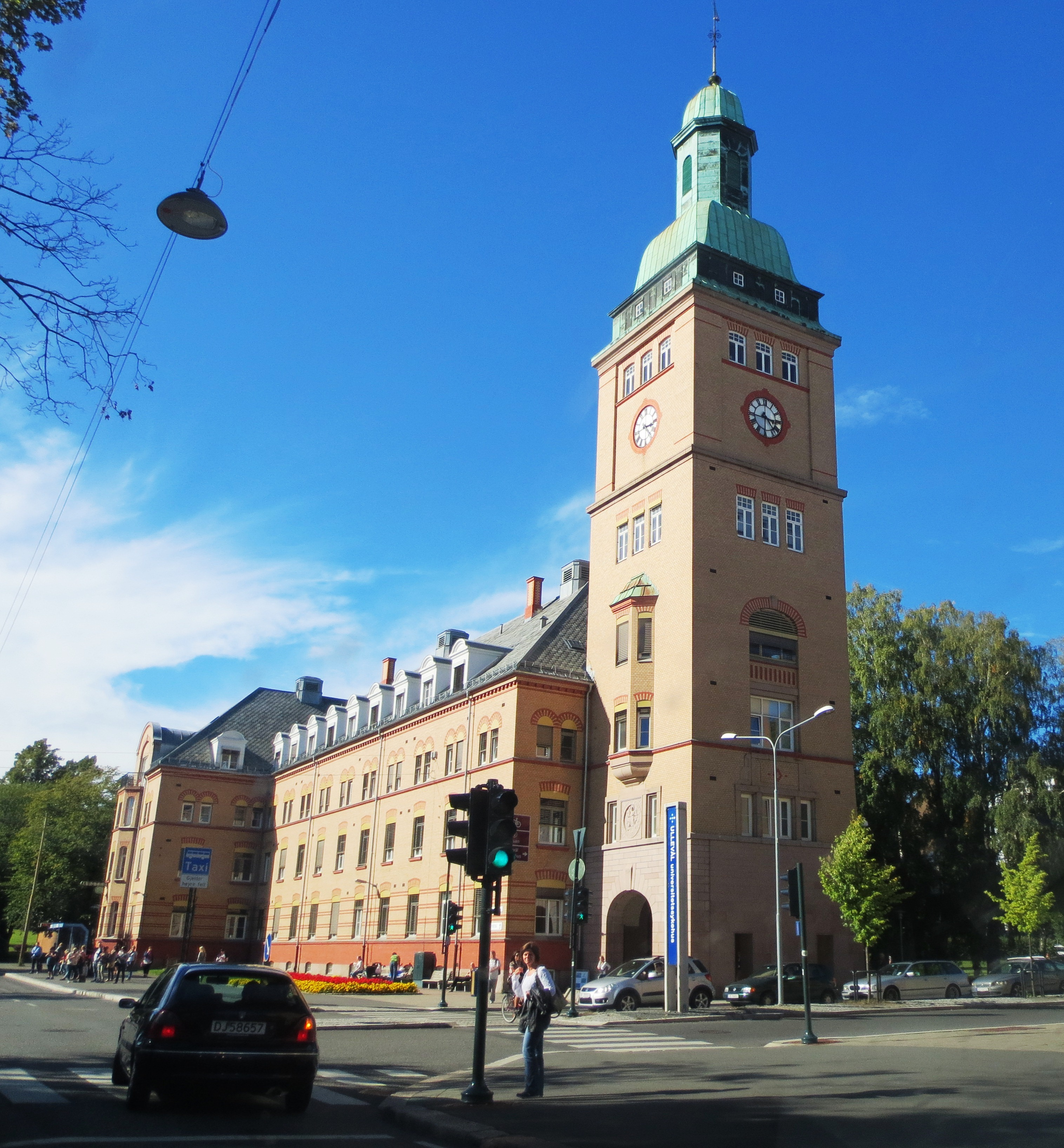
Un des bâtiments de l'Hôpital de l'université d'Oslo

L'Hôpital de l'université d'Oslo (en norvégien Oslo universitetssykehus) est le plus grand hôpital de Scandinavie. Il est situé dans la capitale de la Norvège, Oslo.
Il a été fondé le 1er janvier 2009, par le regroupement des trois hôpitaux universitaires de la région d'Oslo : l'hôpital national (Rikshospitalet, fondé en 1826), l'hôpital universitaire d'Oslo, Ullevål (no) (fondé en 1887) et l'hôpital universitaire d'Oslo, Aker (no) (fondé en 1895). Il est affilié à la faculté de médecine de l'université d'Oslo.